# Mitsubishi Outlander
Mitsubishi Outlander (укр. Міцубіші Аутлендер) — середньорозмірний кросовер, що випускається японською корпорацією Mitsubishi з 2001 року.

## Перше покоління (2001—2006)

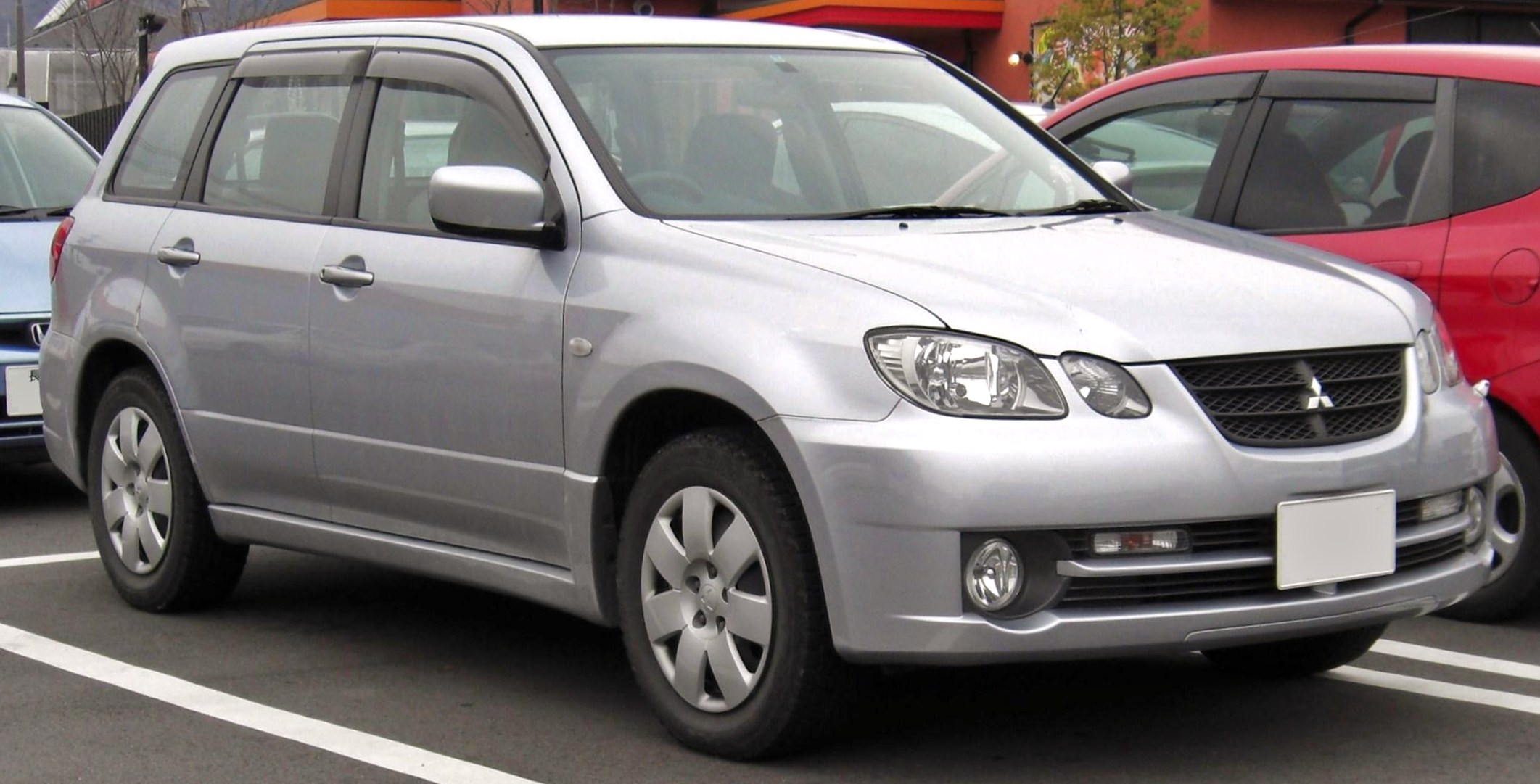
Mitsubishi Airtrek (2001—2005)

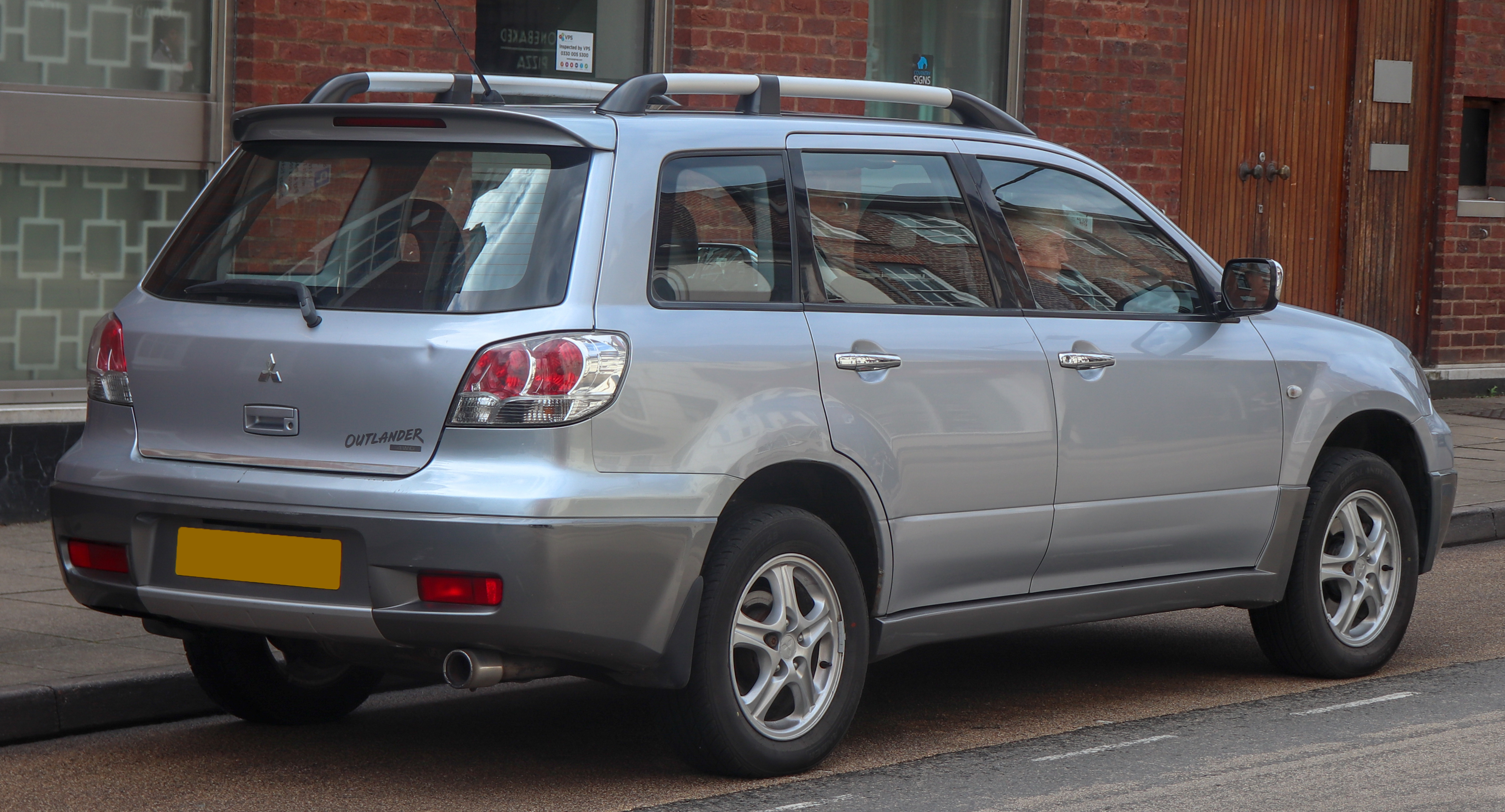
Mitsubishi Outlander 1 (2003—2006)

Перше покоління середньорозмірного кросовера Mitsubishi Outlander, прообразом якого був концепт-кар ASX, дебютувало в Японії в 20 червня 2001 року під назвою Mitsubishi Airtrek. Проте зараз (2021-2023 роки) під цією назвою випускався новий електромобіль у двох комплектаціях Pioneer і Hardcore також компанії Mitsubishi. Ім'я натякало, що автомобіль вільний як птах і, фігурально висловлюючись, може прокласти собі шлях у повітрі. На вибір надавалися 2,0-літровий 4G63 і 2,4-літровий 4G64 в комплекті з 4-ступінчастою напівавтоматичного КПП. Були доступні і передній, і повний приводи. Повнопривідна версія використовувала відкриті диференціали на передніх і задніх мостах укупі з в'язкісною муфтою на центральному диференціалі. Найпотужніша модель мала двигун від Mitsubishi Lancer Evolution — 2,0-літровий 4G63T, який з'явився в 2002 році. Для японських покупців були і раніше доступні старі дволітрові мотори, які відповідали японським правилам, що стосуються зовнішнього розміру і об'єму двигуна, а проте розміри автомобіля перевищували японські правила для призначення «компактний».
У 2003 році стала доступна версія для Північної Америки під назвою Mitsubishi Outlander («чужоземець», «чужинець»), там вона замінила Mitsubishi Montero Sport і мала видозмінені ґрати радіатора і головну оптику, яка стала більшою на 130 мм, з усім тим, паралельно продавалися 2 моделі. Тоді ж з'явився найпотужніший 2,4-літровий 4G69 SOHC з системою MIVEC, який замінив 4G64. Крім того, у 2004 році став доступний турбований 4G63T.
В Південній Америці Outlander також був відомий як Montero Outlander, щоб зв'язати кросовер з лідером продажів Mitsubishi Montero Sport.

### Двигуни[2]
| Модель         | Циліндри/ Клапана/ Розподільний вал | Об'єм    | Потужність                        | Крутний момент        | Код двигуна | V-макс     | Привід  | Розгін, 0-100 км/год |
| -------------- | ----------------------------------- | -------- | --------------------------------- | --------------------- | ----------- | ---------- | ------- | -------------------- |
| CU2W 2.0l      | 4/16 DOHC                           | 1992 см³ | 100 кВт (136 к.с.) при 6000 об/хв | 176 Нм при 4500 об/хв | 4G63        | 192 км/год | 2WD/4WD | 10,7 с / 11,4 с      |
| CU4W 2.4l АКПП | 4/16 SOHC                           | 2378 см³ | 118 кВт (160 к.с.) при 5750 об/хв | 216 Нм при 3500 об/хв | 4G69        | 191 км/год | 4WD     | —                    |
| CU4W 2.4l      | 4/16 SOHC                           | 2378 см³ | 118 кВт (160 к.с.) при 5750 об/хв | 216 Нм при 3500 об/хв | 4G69        | 200 км/год | 4WD     | 9,9 с                |
| CU2W 2.0l T    | 4/16 DOHC                           | 1992 см³ | 148 кВт (201 к.с.) при 5500 об/хв | 303 Нм при 3500 об/хв | 4G63        | 220 км/год | 4WD     | 7,7 с                |

## Друге покоління (2006—2012)

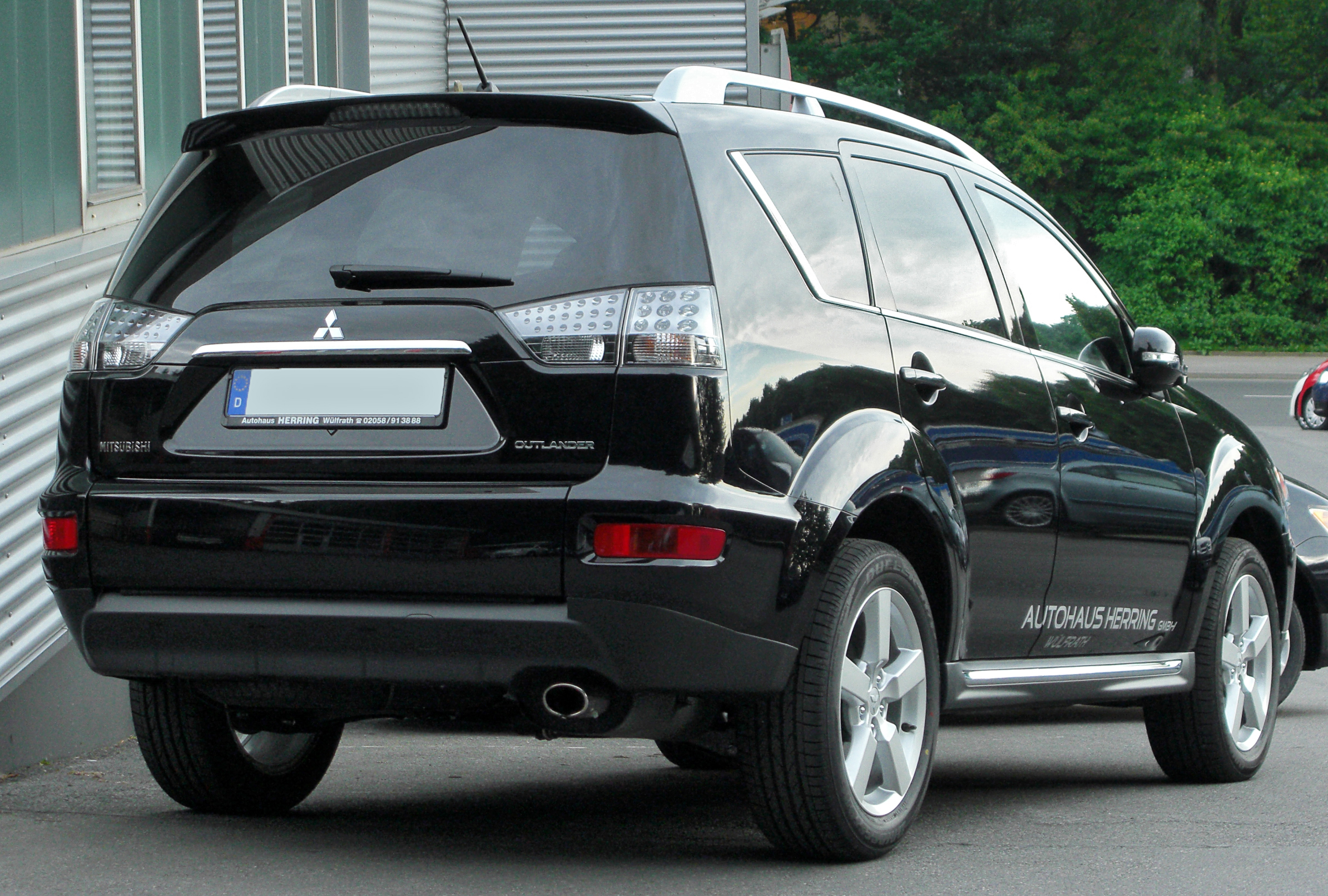
Mitsubishi Outlander 2 (2006—2010)

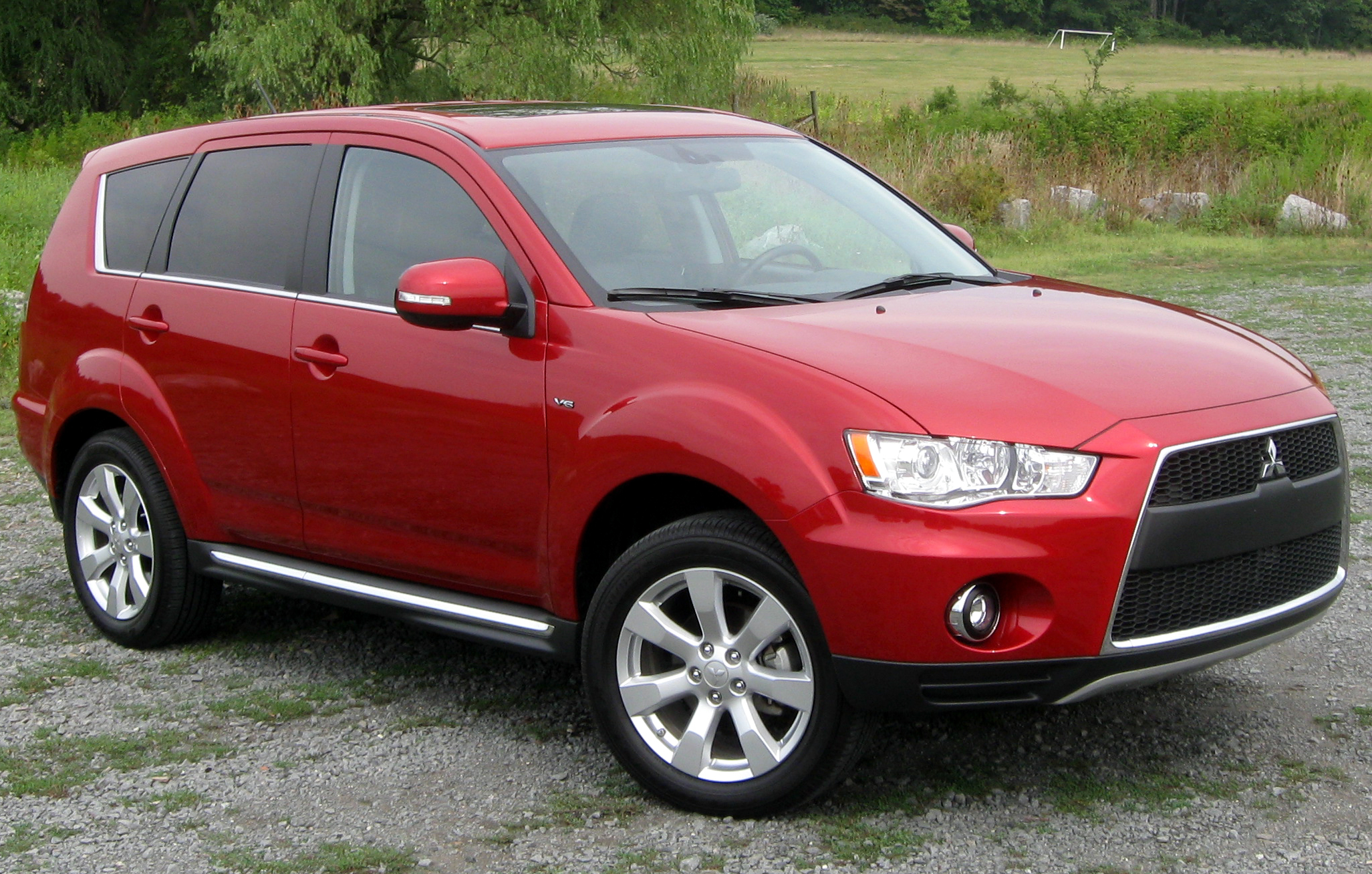
Mitsubishi Outlander 2 (2010—2012)

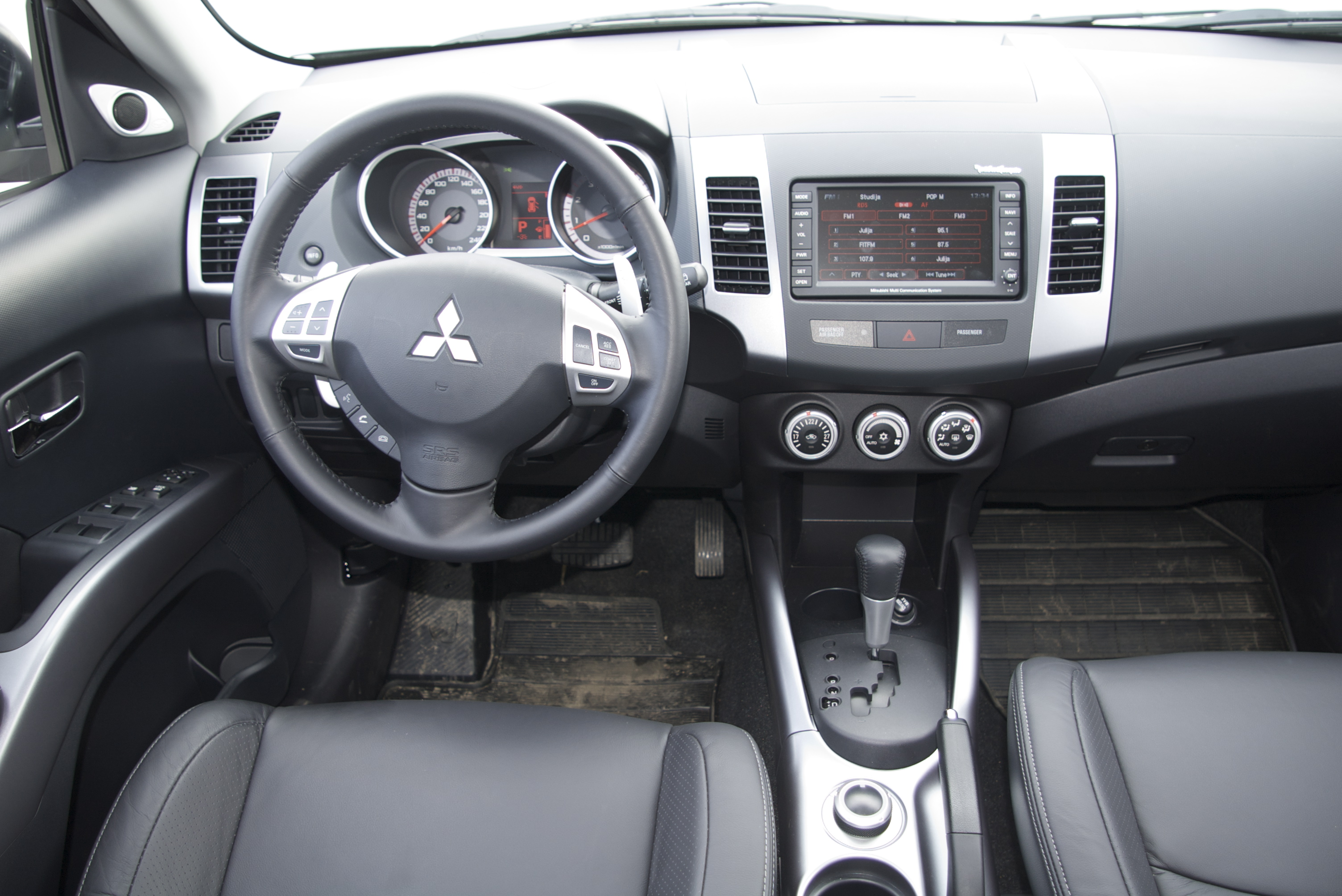
Салон Mitsubishi Outlander 2

Друге покоління Аутлендер компанія Mitsubishi Motors представила в 2006 році. Машина була побудована на розтягнутій платформі GS, яку компанія Mitsubishi розробила спільно з концерном DaimlerChrysler. Outlander обзавівся новими двигунами, включаючи 3,0 літровий V6, і варіатором. Автомобіль відразу ж став бестселером спочатку в Японії, а потім і в інших країнах.
Шасі кроссовера включає в себе незалежну підвіску (McPherson спереду і багатоважільну ззаду), кермове управління з гідросистемою, дискові гальма всіх коліс (передні вентильовані) і система повного приводу (окремі модифікації) з електронним управлінням, що дозволяє з допомогою перемикача вибирати режим в залежності від дорожніх і погодних умов: економічний передній привід 2WD, постійний повний привід 4WD, повний привід з блокуванням диференціалу 4WD Lock для складних умов.
У 2007 році у моделі з'явилися французькі клони Peugeot 4007 і Citroën C-Crosser.
У 2010 році Outlander пережив рестайлінг і отримав передок від Mitsubishi Lancer.

### Двигуни
| Модель             | Циліндри  | Об'єм     | Потужність                       | Крутний момент        | Vмакс      | Розгін, 0–100 км/год | Привід    | Роки випуску    |
| Бензинові          | Бензинові | Бензинові | Бензинові                        | Бензинові             | Бензинові  | Бензинові            | Бензинові | Бензинові       |
| ------------------ | --------- | --------- | -------------------------------- | --------------------- | ---------- | -------------------- | --------- | --------------- |
| 2.0 MIVEC          | 4         | 1998 см³  | 108 kW (147 к.с.) при 6000 об/хв | 199 Нм при 4200 об/хв | 190 км/год | 10,8 с               | 2WD       | 01/2010–11/2012 |
| 2.4 MIVEC          | 4         | 2360 см³  | 125 kW (170 к.с.) при 6000 об/хв | 232 Нм при 4100 об/хв | 190 км/год | 9,6 с                | 4WD       | 11/2006–11/2012 |
| 3.0 MIVEC          | V6        | 2998 см³  | 162 kW (220 к.с.) при 6250 об/хв | 276 Нм при 4000 об/хв | км/год     | 8,9 с                | 4WD       | 11/2006–11/2012 |
| Дизельні           |           |           |                                  |                       |            |                      |           |                 |
| 2.0 DI-D           | 4         | 1968 см³  | 103 kW (140 к.с.) при 4000 об/хв | 310 Нм при 1750 об/хв | 187 км/год | 10,8 с               | 4WD       | 11/2006–10/2010 |
| 2.2 DI-D           | 4         | 2179 см³  | 115 kW (156 к.с.) при 4000 об/хв | 380 Нм при 2000 об/хв | 200 км/год | 9,9 с                | 4WD       | 09/2007–11/2012 |
| 2.2 DI-D           | 4         | 2268 см³  | 130 kW (177 к.с.) при 3500 об/хв | 380 Нм при 2000 об/хв | 200 км/год | 9,8 с                | 4WD       | 09/2010–11/2012 |
| 2.2 DI-D+ ClearTec | 4         | 2268 см³  | 130 kW (177 к.с.) при 3500 об/хв | 380 Нм при 2000 об/хв | 200 км/год | 9,7 с                | 2WD       | 09/2010–11/2012 |

## Третє покоління (2012—2020)

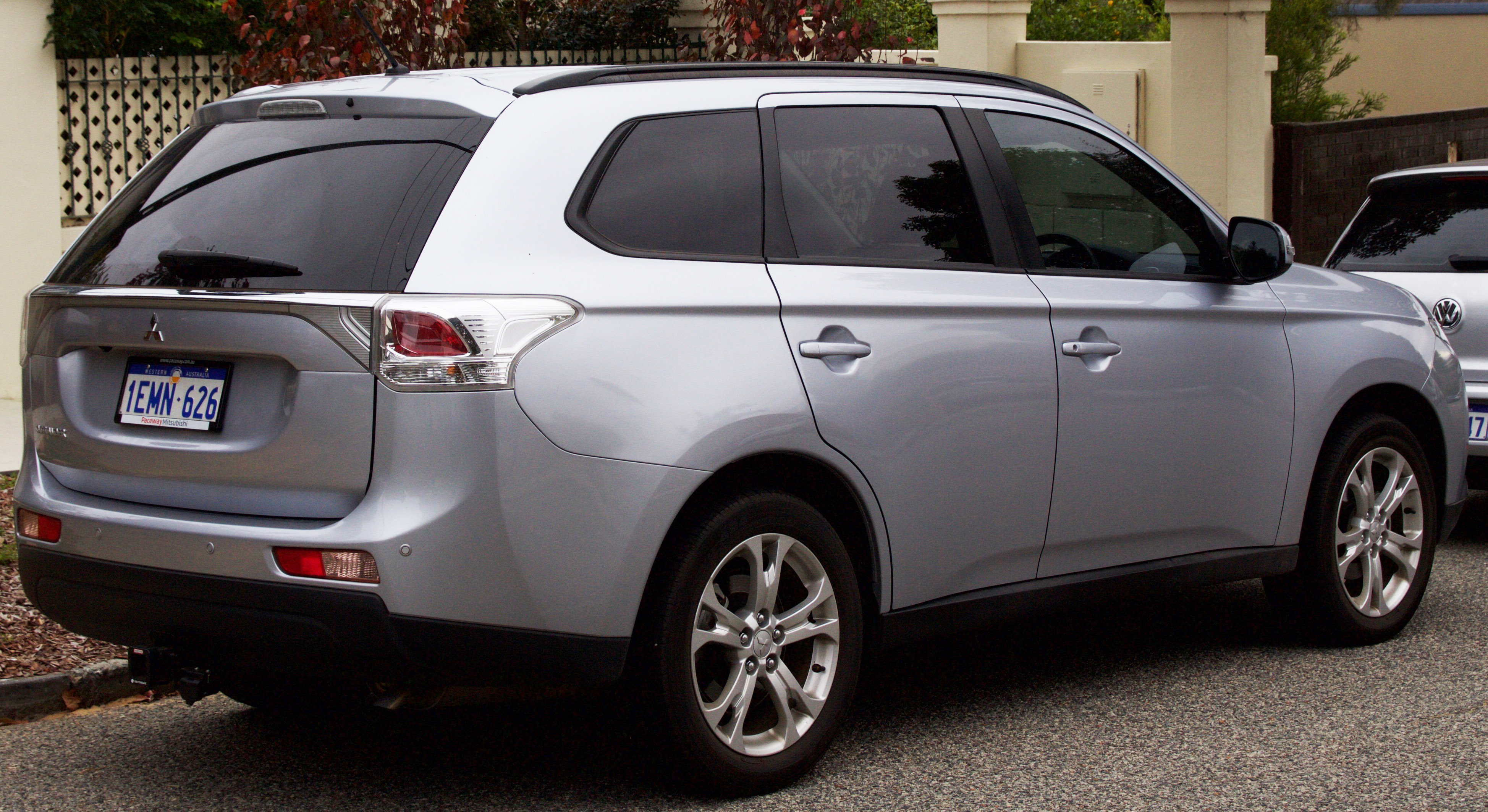
Mitsubishi Outlander 3 (2012—2015)

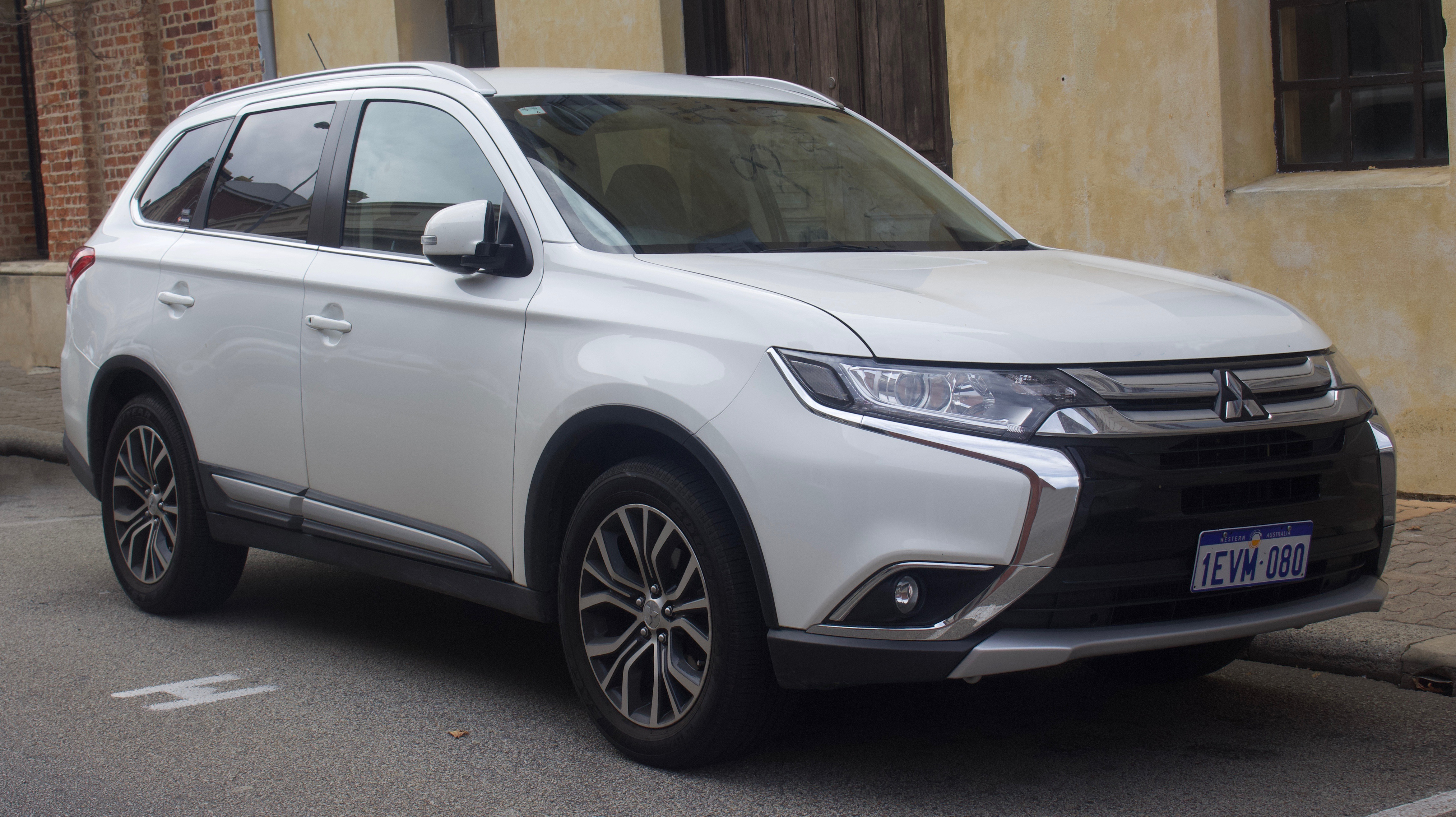
Mitsubishi Outlander 3 (2015—2018)

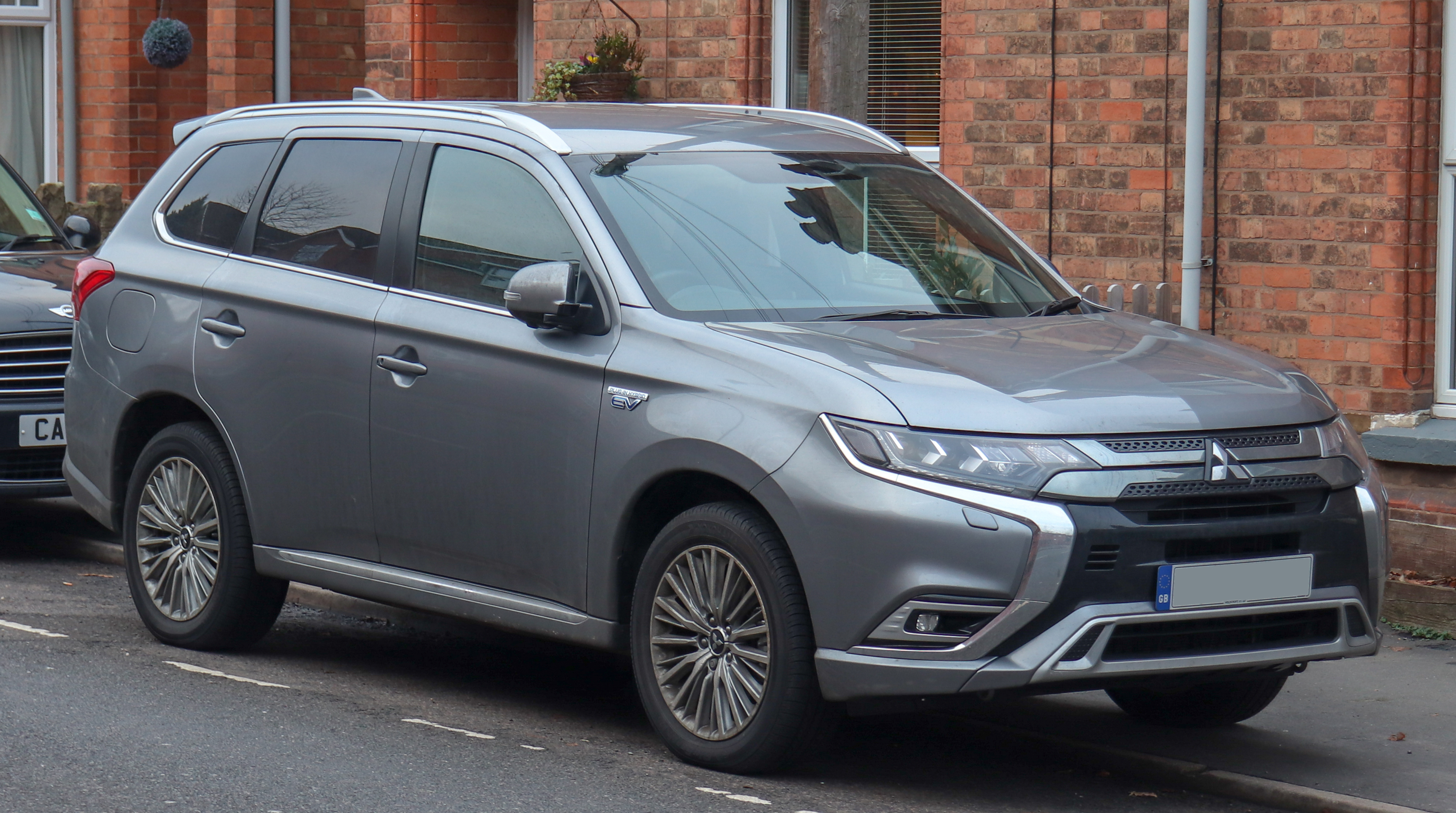
Mitsubishi Outlander PHEV 3 (з 2018)

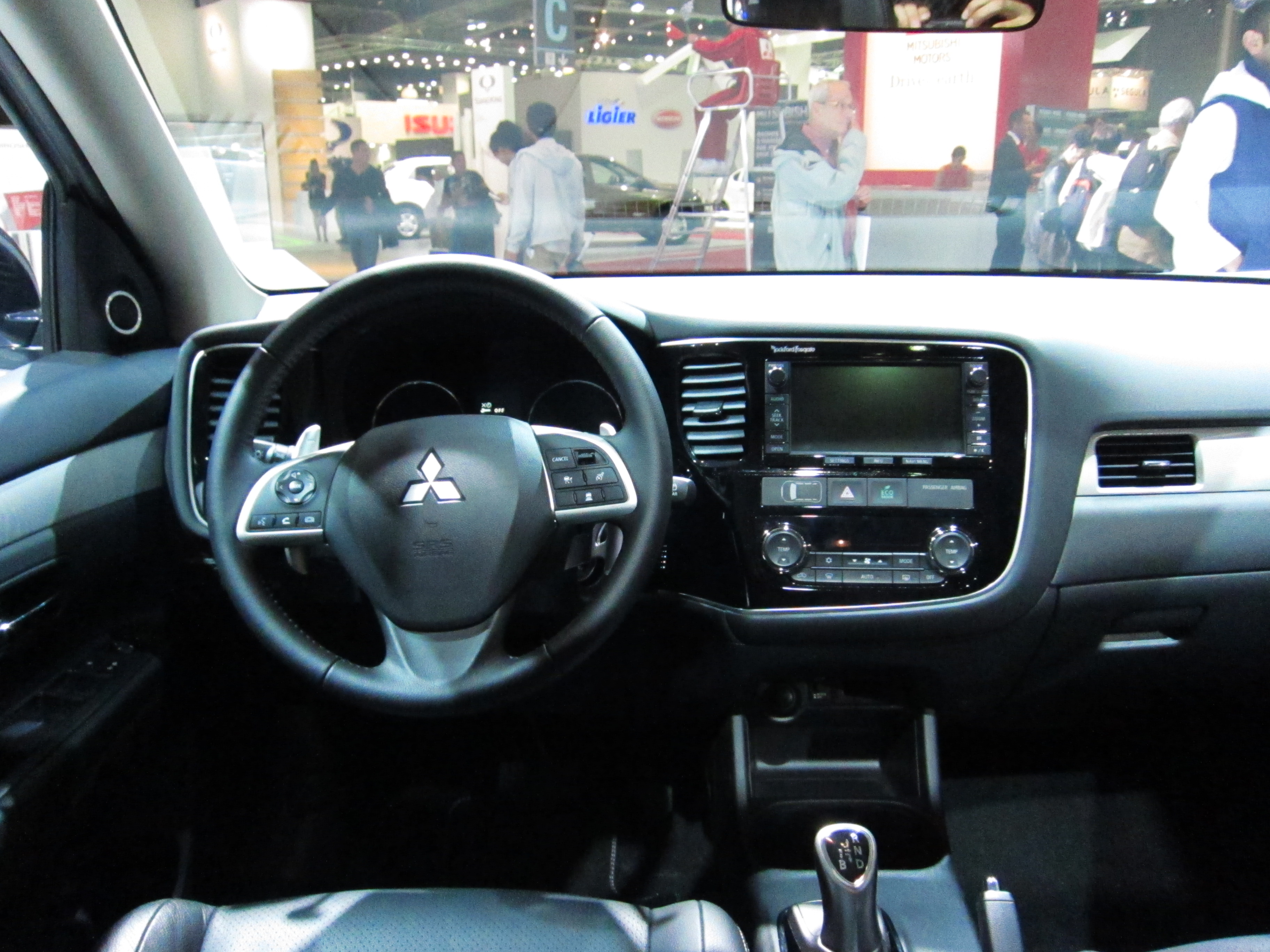
Салон Mitsubishi Outlander 3

7 березня 2012 року на Женевському автосалоні представлено третє покоління Mitsubishi Outlander. Кросовер виконаний в стилі концепту PX-MiEV II 2011 року. Нова модель, як і попередня збудована на платформі Mitsubishi GS, комплектується бензиновими двигунами сімейства MIVEC (2,0, 2,4 і 3,0 л) а також турбодизелем 2,2 DI-D, переднім або повним приводом. У кросовера в наявності система стеження за смугою руху, електропривод задніх дверей, третій ряд сидінь, а також ксенонові фари нового покоління.
У квітні 2015 року на Нью-Йоркському автосалоні дебютував оновлений вдруге Mitsubishi Outlander зі зміненою зовнішністю.
У 2018 році відбувся другий фейсліфтинг моделі. Ззовні автомобіль можна відрізнити по хромованому захисті, який розміщений в нижній частині переднього бампера. Версія P-HEV отримала бензиновий двигун 2.4 л 4J12 потужністю 135 к.с., що працює в парі з 2-ма електродвигунами потужністю 82 к.с. та 95 к.с. Довжина автомобіля збільшилась на 40 мм.
Позашляховик Mitsubishi Outlander доступний у чотирьох моделях: ES, SE, SEL і GT. Базова модель ES постачається з автоматичним клімат-контролем, системою відмикання дверей без ключа, AM/FM/CD аудіо системою на 140 ватів, Bluetooth та 18-дюймовими литими дисками. Модель SE додасть до вищезазначеного протитуманні ліхтарі, бокові дзеркала з сигнальними індикаторами, двозонний клімат-контроль та кнопку старту. Модель SEL має поздовжній брус даху, шкіряні сидіння та водійське сидіння з електроприводом. Систему повного приводу, двигун V6, систему дистанційного відкривання багажного відділення, аудіо систему на 9 динаміків, автоматичні фари, бічні дзеркала з електроприводом, склоочисники з сенсорами дощу та пелюстки для механічного переключення передач ви знайдете у моделі GT. У 2015 році передня частина автомобіля стала більш агресивною, а от задня частина натякаючи на зовнішню унікальність, навряд чи прийдеться до смаку усім авто шанувальникам. Прямокутна передня частина позашляховика ідеально відповідає параметрам родини Mitsubishi та натякає на спільні риси з автомобілем Lexus NX. Безумовно привабливою новою рисою стали склоочисники з системою танення льоду, яка запобігає накопиченню льоду та снігу. Дзеркала з електроприводом також є новинкою 2016 року.
В Україні модель представлена у п'яти комплектаціях, серед яких є семимісні версії. На вибір українському споживачу представлено двигуни об'ємом два або 2,4 літра.
У 2020 році базовий Outlander поставляється з 166-сильним чотирициліндровим двигуном і безступеневого автоматичною трансмісією. Моделі в топових комплектаціях оснащені більш продуктивними агрегатами і автоматичною коробкою передач з 6 швидкостями. Гібридна модель Outlander PHEV обладнана двома електродвигунами і чотирициліндровим мотором із загальною віддачею 197 кінських сил. Витрата палива базового Outlander становить 9.4 л і 7.8 л на 100 км в місті і на шосе відповідно. Гібридна версія має 35 км повністю електричного запасу ходу і витрачає 9.4 л на 100 км палива в комбінованому циклі.
У 2020-му Mitsubishi додали комплектацію SP і кілька нових додаткових функцій: підігрів керма, 8-дюймовий сенсорний екран інформаційно-розважальної системи, супутникове радіо і систему виявлення пішоходів. Двозонний автоматичний клімат-контроль і підігрів передніх сидінь стали частиною стандартної комплектації Outlander.

### Mitsubishi Outlander PHEV
В 2013 році в продажі з'явився гібрид, що заряджається від розетки, який називається P-HEV і комплектувався бензиновим двигуном 2.0 л 4J11 потужністю 121 к.с., що працював в парі з 2-ма електродвигунами потужністю 82 к.с. кожний.
У 2018 році з'явилась оновлена версія плагін-гібриду Mitsubishi Outlander PHEV, яка отримала потужніший 2,4-літровий ДВЗ 4J12 потужністю 135 к.с та 211 Нм крутного моменту, акумуляторна батарея збільшена до 13,5 кВт-год, а задній електромотор став потужнішим до 70 кВт (90 к.с., 195 Нм).
Разом із переднім електромотором, який залишився на рівні 60 кВт-год (82 к.с.), новинка видає до 224 к.с. загальної потужності, хоча фактично всі його двигуни не працюють на повну потужність одночасно.
Гібридна модель має багажник об'ємом 860 л. Складання задніх сидінь збільшує вантажний простір до 1885 л.

### Двигуни
| Двигун               | Код двигуна | Об'єм     | Потужнімть         | Крутний момент | КПП                             | Роки випуску |
| Бензинові            | Бензинові   | Бензинові | Бензинові          | Бензинові      | Бензинові                       | Бензинові    |
| -------------------- | ----------- | --------- | ------------------ | -------------- | ------------------------------- | ------------ |
| 2,0 MIVEC            | 4J11        | 1998 см³  | 150 к.с. (110 кВт) | 196 Нм         | 5-ст. МКПП 6-ст. CVT            | 2012-        |
| 2,4 MIVEC            | 4J12        | 2360 см³  | 167 к.с. (123 кВт) | 222 Нм         | 6-ст. CVT                       | 2012-        |
| 3,0 MIVEC            | 6B31        | 2998 см³  | 230 к.с. (169 кВт) | 292 Нм         | 6-ст. АКПП                      | 2012-        |
| Дизельний            |             |           |                    |                |                                 |              |
| 2,2 DI-D Common-Rail | 4N14        | 2268 см³  | 150 к.с. (110 кВт) | 360 Нм         | 6-ст. МКПП (опційна 6-ст. АКПП) | 2012-        |

## Четверте покоління (з 2021)

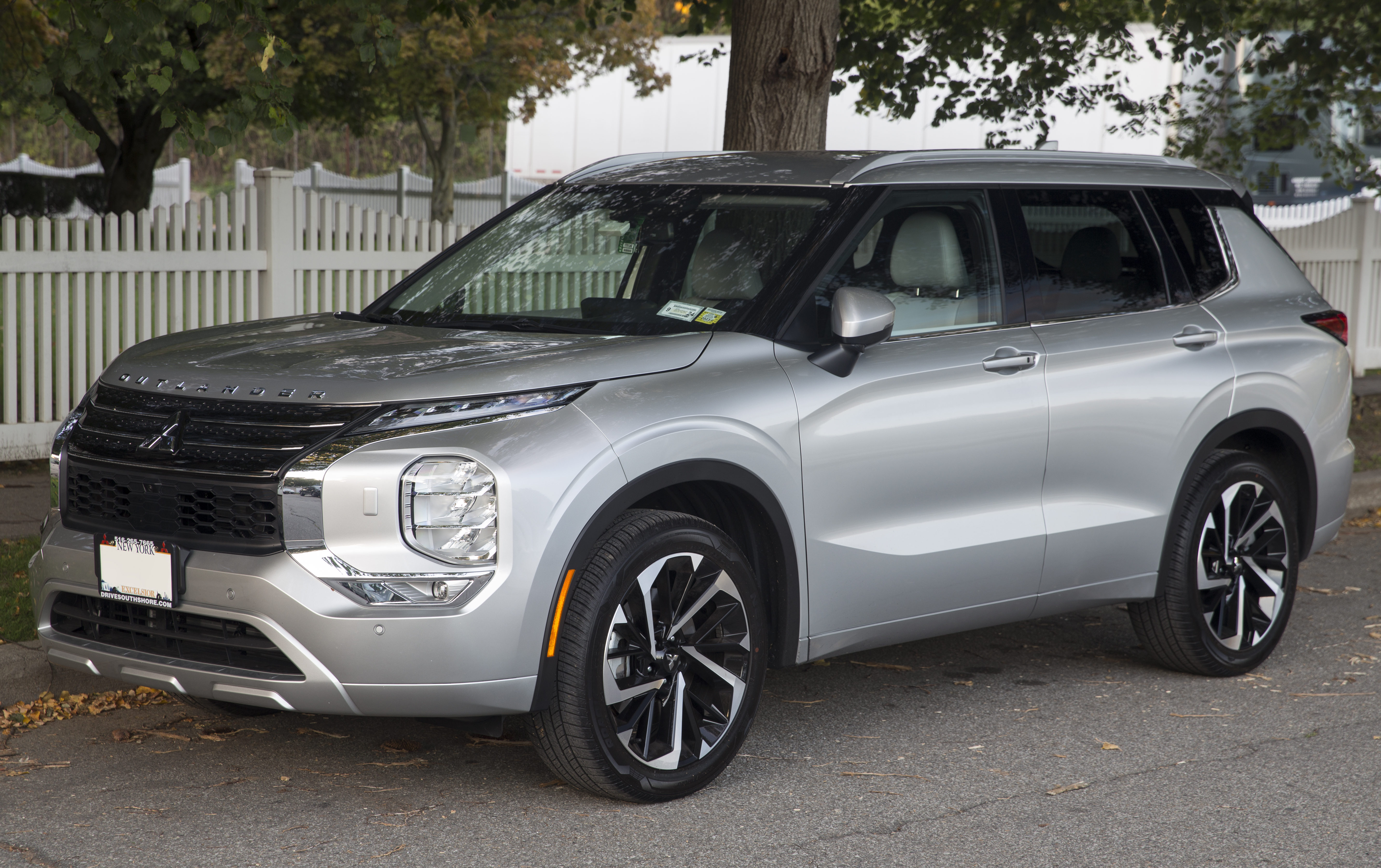
Mitsubishi Outlander 2021

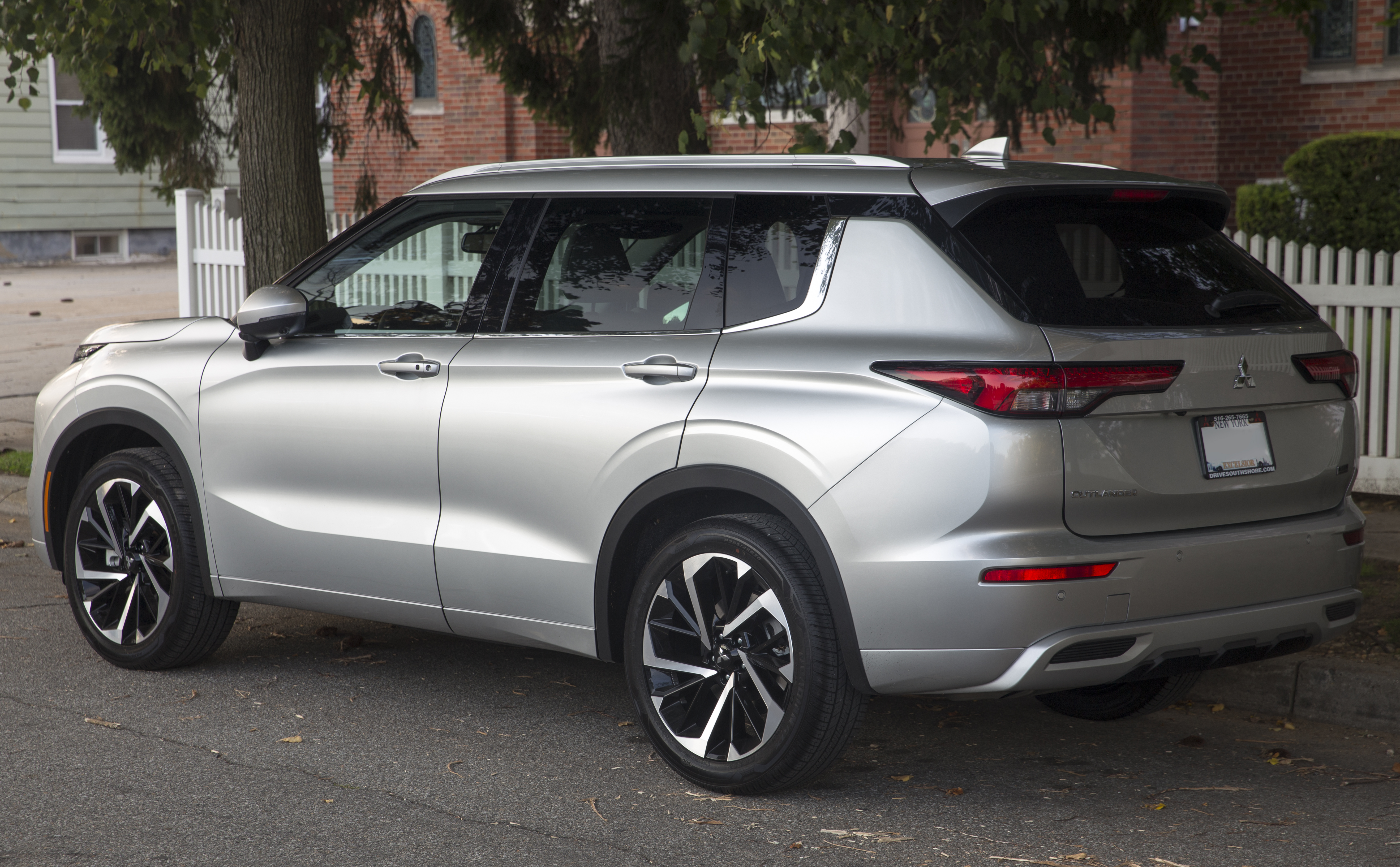

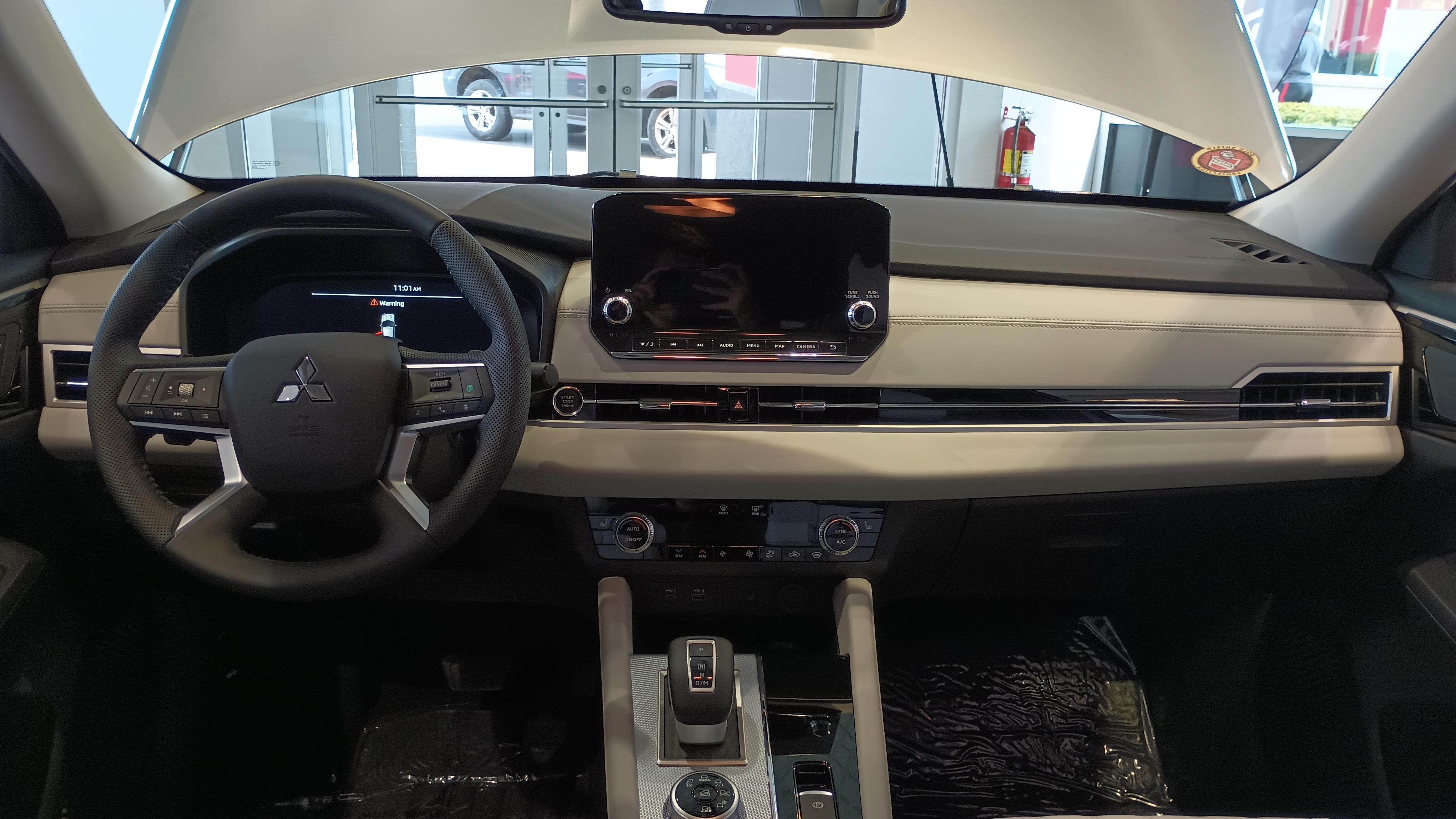

Четверте покоління дебютувало 16 лютого 2021 року. Автомобіль збудовано на платформі CMF-CD зі стійками McPherson спереду, багатоважільною підвіскою ззаду і електропідсилювачем на рейці. Кросовер буде подібним на концепт-кар Mitsubishi Engelberg Tourer.
Оутлендер отримав повний привід Super-All Wheel Control. Кросовер зможе змінювати вектор тяги, а в більш дорогих версіях передня вісь отримає диференціал.
Будуть різноманітні версії двигунів в тому числі 2.5 л 184 к.с. 245 Нм, включаючи гібридну PHEV.
В Україні новинка очікується в 2022 році. У новому поколінні плагін-гібрид Outlander отримає батарею більшої місткості, вдосконалену систему повного приводу і, на відміну від попередника, буде пропонуватися з трьома рядами сидінь.
У жовтні Mitsubishi представила бензоелектричну версію кросовера Outlander четвертого покоління. Принципово силова установка Outlander PHEV залишилася теж самою, але всі її компоненти були оновлені.
Новий Mitsubishi Outlander взяв участь в Rebelle Rally, яке пройшло в пустелях Невади і Каліфорнії.
Оновлений Mitsubishi Outlander 2022 отримав інформаційно-розважальну систему зі стандартним 8-дюймовим екраном в базовій та 9-дюймовим екраном в топових комплектаціях. За доплату можна додати 12,3-дюймовий повноколірний цифровий дисплей водія. Apple CarPlay та Android Auto стандартні для всіх рівнів мультимедіа.
Об'єм багажника Mitsubishi Outlander 2023 за третім рядом складає 330 л. Максимальний вантажний простір - 2257 л.
У 2024 році Outlander отримає нову комплектацію Platinum Edition, яка додає кросоверу унікальні елементи стилю кузова та салону.

### Двигуни
- 1,5 л 4B40 turbo I4 (hybrid, Китай)
- 2,5 л Nissan PR25DD I4 184 к.с. 245 Нм (GM4W)
- 2,4 л PHEV 4B12 І4 133 к.с. 195 Нм + два електродвигуни 115 к.с. 255 Нм і 136 к.с. 195 Нм (GN0W)

## Виробництво і продажі
| Рік                  | Виробництво | Виробництво | Продажі          | Продажі           | Продажі            | Продажі             | Всього (рік)          | Всього (рік)          |
| Рік                  | Airtrek     | Outlander   | Airtrek (Японія) | Airtrek (експорт) | Outlander (Японія) | Outlander (експорт) | Виготовлено           | Продано               |
| -------------------- | ----------- | ----------- | ---------------- | ----------------- | ------------------ | ------------------- | --------------------- | --------------------- |
| 2001                 | 21,245      | -           | 19,160           | 601               | -                  | -                   | 21,245                | 19,761                |
| 2002                 | 68,431      | -           | 14,132           | 45,845            | -                  | -                   | 68,431                | 59,977                |
| 2003                 | 77,331      | 60,512+     | 7,427            | 7,917             | N/A                | 60,512              | 137,843+              | 75,856+               |
| 2004                 | 60,817      | 56,997+     | 3,198            | 320               | N/A                | 56,997              | 117,814+              | 60,515+               |
| 2005                 | 49,596      | 21,173      | 1,030            | 302               | 18,919             | 48,822              | 70,769                | 69,073                |
| 2006                 | 31,326      | 81,883      | 10               | 248               | 16,734             | 91,693              | 113,209               | 108,685               |
| 2007                 | 10,857+     | 170,084     | N/A              | N/A               | 11,194             | 157,292             | 180,941+              | 168486+               |
| 2008                 | 5,714+      | 129,383     | N/A              | N/A               | 6,531              | 115,849             | 135,097+              | 122,380+              |
| 2009                 | -           | 98,718      | -                | -                 | 7,638              | 89,919              | 98,718                | 97,557                |
| 2010                 | -           | 124,345     | -                | -                 | 6,852              | 116,672             | 124,345               | 123,524               |
| 2011                 | -           | 96,261      | -                | -                 | 4,249              | 93,828              | 96,261                | 98,077                |
| 2012                 | -           | 105,995     | -                | -                 | 8,439              | 95,305              | 105,995               | 103,744               |
| 2013                 | -           | N/A         | -                | -                 | 9,608+             | 8,197+              | N/A                   | 17,805+               |
| 2014                 | -           | N/A         | -                | -                 | 10,064+            | 21,072+             | N/A                   | 31,136+               |
| 2015                 | -           | N/A         | -                | -                 | N/A                | N/A                 | N/A                   | N/A                   |
| Всього (окремо)      | 264,500+    | 1,000,599+  | 44,957+          | 55,233+           | 93,376+            | 956,158+            | 1,382,608+            | 1,149,724+            |
| Всього (комбіновано) | 1,382,608+  | 1,382,608+  | 1,149,724+       | 1,149,724+        | 1,149,724+         | 1,149,724+          | 232,884+ (не продано) | 232,884+ (не продано) |